# رادنيتشكي سبليت
نادي رادنيتشكي سبليت لكرة القدم (Radnički Nogometni Klub Split) هو نادي كرة قدم كرواتي، تأسس سنة 1912.